# Дерево Тенере
Де́рево Тенере́ (фр. Arbre du Ténéré) — акация, считавшаяся в своё время самым одиноким деревом на Земле. Росла в пустыне Тенере (северо-восток Нигера, на границе Сахары); в радиусе 400 км от неё не встречалось ни одного другого дерева.
Дерево получило известность в начале 1930-х годов, когда стало объектом внимания натуралистов и географов; до этого оно уже не одно десятилетие являлось местом остановки торговых караванов, передвигавшихся по торговым путям Сахары. Учёным удалось выяснить, что возраст акации составлял около 300 лет. Строились различные гипотезы относительно уникального положения дерева Тенере, чаще всего считается, что оно — остаток леса, исчезнувшего в результате стремительной перемены климата и опустынивания. Было установлено, что корни дерева были связаны с питавшей его фреатической зоной.
Акация была сбита грузовиком, за рулём которого находился пьяный водитель-ливиец, в 1973 году. 8 ноября того же года остатки дерева перенесли в Национальный музей Нигера в столице государства, городе Ниамей. На месте, где оно стояло, воздвигнут металлический памятник в форме дерева.

## Фотографии

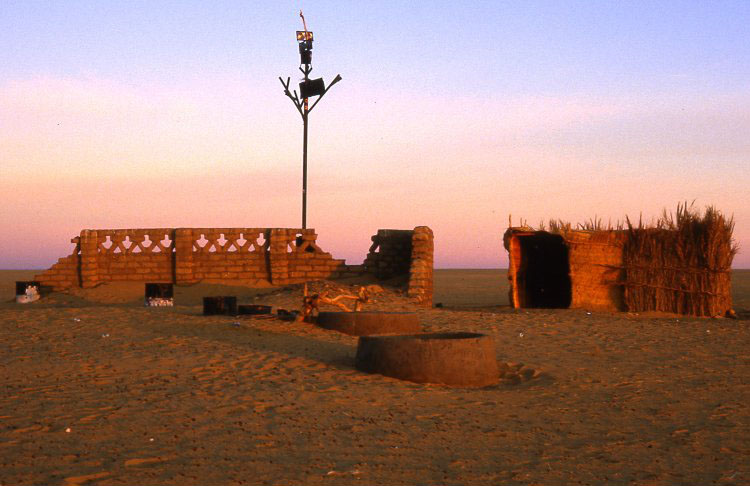
Современный железный памятник
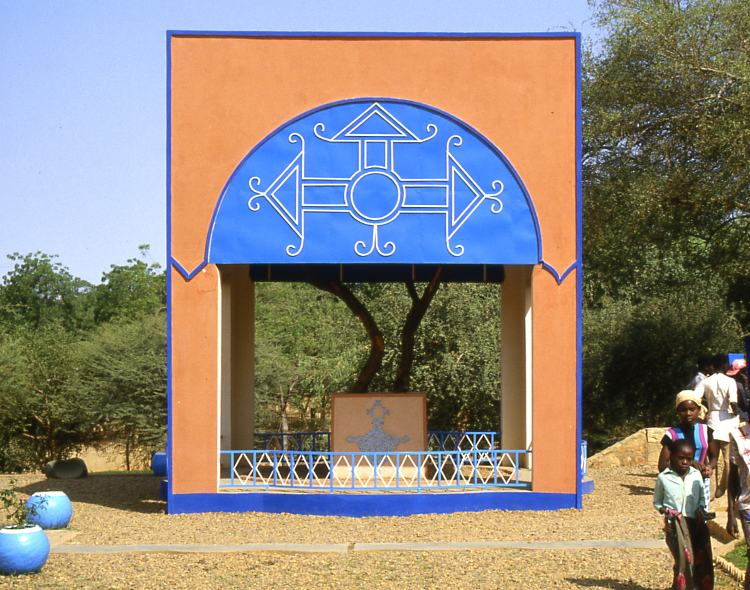
Павильон с остатками дерева в Ниамее